# 로라 밴더부트
로라 밴더보트(Laura Vandervoort, 영어 발음: /ˈvændərvɔːrt/, 1984년 9월 22일 ~ )는 캐나다의 배우이다.

## 출연 작품

### 영화
- 우정의 스트라이크 (2000, Alley Cats Strike)
- 디스 민즈 워 (2012)
- 직쏘 (2017) - 애나 역
- 라비드 (2019) - 로즈 역
- 트리거 포인트 (2021) - 피오나 스노 역

### 텔레비전
- 인스턴트 스타 (2004-08)
- 스몰빌 (2007-11)
- V (2009-11)
- 비튼 (2014-16)